# The President's Man - Attacco al centro del potere
Attacco al centro del potere (The President's Man: A Line in the Sand) è un film del 2002 diretto da Eric Norris e interpretato da Chuck Norris, Judson Mills e Jennifer Tung.

## Trama
Joshua McCord, sua figlia Que e Dick sono gli "uomini del presidente"; in quanto tali svolgono per suo conto diverse missioni antiterroristiche top-secret. Così, quando l'arabo Rashid minaccia di distruggere una città americana per mezzo di un ordigno nucleare, Dick viene inviato in Afghanistan per catturare il folle terrorista. Dick riesce nell'impresa sia grazie agli addestramenti speciali ai quali viene sottoposto da Joshua, che grazie a Que, che per mezzo di collegamenti satellitari informa Dick di quello che succede nelle vicinanze dandogli indicazioni su quello che deve fare e avvertendolo dei pericoli. Rashid viene imprigionato, e gli viene chiesto di riferire dove si trova la bomba che intende far esplodere, ma Rashid afferma che non è a conoscenza di dove si trovi la bomba, e che l'unico modo che ha per scoprirlo è di comunicare attraverso una dichiarazione pubblica in televisione. Rashid però quando parla in televisione usa un linguaggio in codice: "portate il fuoco indistinguibile all'interno del mio cuore", dando l'ordine ai suoi seguaci di portare la bomba nella città dove si trova lui prigioniero, in modo che possa morire nell'esplosione ed essere ricordato come un martire. Joshua capisce però le sue intenzioni, e avverte così il presidente. Inoltre il figlio di Rashid non è d'accordo con l'idea del padre e tenta un piano per liberarlo. Que sospetta che il plutonio utilizzato per costruire la bomba sia entrato negli Stati Uniti nascosto all'interno di statue importate dall'Afghanistan e custodite in un museo che, tempo prima, era stato forzato da ignoti. Joshua e Dick si recano sul posto per verificare tracce di radioattività, e quando la ricerca dà esito positivo ricostruiscono via satellite il percorso fatto dal furgone che si è allontanato dal museo. Scoprono il posto dove si trova la bomba e vi si recano, affrontano un nugolo di uomini da soli e disinnescano la bomba. La mattina seguente, mentre il figlio di Rashid tenta di liberare il proprio padre attaccando il convoglio che lo trasporta per essere processato, irrompono nella scena Joshua e Dick a sventare il piano.